# 尼積錫·比斯尼克
尼積錫·比斯尼克（1986年1月3日—），是一名斯洛文尼亞足球运动员，司职中場，目前效力英冠球队錫周三。

## 生平

### 球會
比斯尼克在家鄉球隊德拉沃格勒（NK Dravograd）開始他的職業生涯。經過在德拉沃格勒青年隊展示了他的表現，他加盟了采列他在2004年4月24日首次在甲組聯賽亮相。第二年，他出賽了7場聯賽和數場盃賽，包括決賽對高柏。2005-06賽季，他在采列首選陣容處領導位置。而在下一個賽季，比斯尼克濟身球隊的其中一個重要的球員。2007-08賽季，他是采列頭號得分手，共砍獲14個聯賽進球。 5個賽季後，他在被2008年6月租借到布拉格斯巴達。他只在布拉格逗留6個月和4次在捷克甲組聯賽中亮相。2008年2月，他回到采列逗留一段短時間便加盟國民隊。期間一直未能鞏固正選席位，於2011年更被外借到俄羅斯球會FC薩馬拉5個月。
2012年7月16日比斯尼克免費加盟新升英冠的錫周三，簽約兩年。

### 國家隊
比斯尼克首次為國家隊上陣是在2009年4月1日於2010年世界杯預選賽對陣北愛爾蘭。而他在09年10月10號對斯洛伐克打進了他第一個國際賽進球。2009年11月14日，比斯尼克在莫斯科於2010年世界杯附加賽第一回合對俄羅斯射入一球，最終因作客入球贏取濟身世界盃資格。

## 個人生活
尼積錫是安德烈·比斯尼克的弟弟，但他只上陣過4場國際賽，並取得1個國際賽入球。

## 榮譽

### 采列
- 斯洛文尼亞盃: 2004-05

## 外部連結
- Player profile （页面存档备份，存于）
- Player profile[永久]